# Seynabou Mbengue
Seynabou Mbengue (* 15. März 1992 in Diourbel) ist eine senegalesische Fußballspielerin. Die Stürmerin steht seit 2019 bei verschiedenen französischen Vereinen unter Vertrag und hat auch Länderspiele für die Nationalelf des Senegal bestritten.

## Karriere
Über ihren Werdegang im Senegal ist lediglich bekannt, dass Seynabou Mbengue Stammspielerin bei den Amazones de Grand Yoff war; mit dieser Mannschaft aus Dakar wurde sie 2019 Landesmeister und gewann zudem den nationalen Pokalwettbewerb. Gleich anschließend wechselte sie zum FC Valenciennes nach Nordfrankreich, für den ihr in einer Division-d’Honneur-Spielzeit 24 Torerfolge gelangen. 2020 holte sie der Zweitligist FF Yzeure Allier Auvergne. Dort wurde sie trotz der durch die Corona-Pandemie bewirkten Einschränkungen für Trainerin Ophélie Meilleroux im Angriffszentrum schnell unverzichtbar. Entsprechend stand sie auch in der Startelf, als Yzeure 2022 überraschend das französische Pokalfinale erreichte; darin hatten die Auvergnatinnen gegen die Frauen des Erstdivisionärs Paris Saint-Germain FC allerdings keine Chance und unterlagen mit 0:8. Auf dem Weg in dieses Endspiel hatte Mbengue sechs Treffer erzielt, in der Liga bei 20 Punktspieleinsätzen sogar 14.
Zur Saison 2022/23 schloss sie sich dem Ligakonkurrenten FC Nantes an, blieb aber nur ein Jahr an der Loire. Anschließend stürmte sie für den südfranzösischen FC Montauban TG ebenfalls in der zweithöchsten Spielklasse. Ihre neun Punktspieltore – mehr als die Hälfte aller Treffer des Teams – verhinderten am Ende der Spielzeit 2023/24 dessen Abstieg in die Drittklassigkeit aber nicht. Um weiterhin in der zweiten Liga spielen zu können, wechselte Mbengue daraufhin zum FC Metz.
Über Zahl und Zeitraum ihrer Einsätze für die Nationalfrauschaft Senegals existiert in den vorliegenden Quellen keine vollständige Übersicht. Belegt ist, dass Seynabou Mbengue bei mindestens zwei Qualifikationsspielen für den Afrika-Cup 2016 in Kamerun gegen ihre Kontrahentinnen aus Guinea aufgestellt wurde, wobei sie etwas zurückhängender aus dem Mittelfeld operierte. In jüngster Zeit (2023/24) hat sie den Nationaldress allerdings nicht mehr getragen.

## Nachweise und Anmerkungen
1. ↑  Frauenfußball 2019 in Senegal bei rsssf.org
2. ↑  zu ihren französischen Stationen siehe das unter Weblinks abrufbare Datenblatt bei footofeminin.fr
3. ↑  Drei Neuverpflichtungen bei FF Yzeure vom 7. August 2020 bei lamontagne.fr
4. ↑  Guinea gegen Senegal (Frauen), Startelf der beiden Teams vom 19. März 2016 bei foot224.co
5. ↑  „Aktuelle Nationalspielerin: Nein“ laut ihrem Datenblatt bei soccerdonna.de

| Personendaten    | Personendaten                   |
| ---------------- | ------------------------------- |
| NAME             | Mbengue, Seynabou               |
| KURZBESCHREIBUNG | senegalesische Fußballspielerin |
| GEBURTSDATUM     | 15. März 1992                   |
| GEBURTSORT       | Diourbel, Senegal               |